# Bos
Bos es un género de mamíferos artiodáctilos de familia Bovidae; comprende seis especies denominadas genéricamente bueyes, entre las cuales se cuenta tanto el ganado doméstico (Bos primigenius taurus) como otras especies domésticas y salvajes. Ciertos autores han diferenciado varios géneros para las especies agrupadas en Bos (Bos, Bibos, Novibos, y Poephagus), pero los estudios morfológicos y genéticos no han dado lugar aún a un acuerdo al respecto. La postura que reconoce como género único a Bos es, no obstante, la mayoritaria.
Aunque a lo largo de la historia se ha propuesto que varias especies de Bos dieron lugar al ganado doméstico actual, hoy se puede afirmar que todas las razas descienden de un ancestro común, el uro (Bos primigenius primigenius), que persistió en las llanuras de Europa hasta el siglo XVII, en que se extinguió debido a la caza excesiva. Las especies actuales se distribuyen en la mayor parte del globo, abarcando África, América, Asia, Australia y Europa; con alrededor de 1300 millones de ejemplares, son uno de los grupos de mamíferos más populosos del planeta.

## Historia natural
El hábitat de las distintas especies varía ampliamente, incluyendo desde las praderas y bosques subtropicales hasta la alta montaña tibetana en que habita el yak (Bos gruniens).
Las especies del género Bos forman manadas, cuyo tamaño oscila entre las decenas y los centenares de cabezas, que migran lentamente a medida que agotan las pasturas; las manadas no suelen contar más que con un macho adulto. Son rumiantes, lo que les permite extraer el máximo rendimiento de una dieta de pastos rica en celulosa y pobre en nutrientes; la mayoría de las especies pasta durante la mayor parte del día, descansando durante los períodos más calurosos, y durmiendo por las noches. La gestación dura entre nueve y once meses, al cabo de los cuales nace una o excepcionalmente dos crías. En estado salvaje pueden alcanzar los 25 años.

## Taxonomía
El género Bos incluye especies y varias subespecies:
- Bos frontalis - gayal
  - Bos frontalis frontalis
  - Bos frontalis laosiensis
  - Bos frontalis sinhaleyus
- Bos gaurus - gaur
- Bos javanicus - banteng
  - Bos javanicus javanicus
  - Bos javanicus lowi
- Bos mutus - yak
- Bos sauveli - kouprey
- Bos primigenius - vacuno
  - Bos primigenius taurus - ganado doméstico (toro, vaca)
  - Bos primigenius indicus - cebú
  - Bos primigenius primigenius † - uro
- Bos palaesondaicus †